# Centistes carinatus
Centistes carinatus är en stekelart som beskrevs av Chen och Van Achterberg 1997. Centistes carinatus ingår i släktet Centistes och familjen bracksteklar. Inga underarter finns listade.